# Isländskt teckenspråk
Isländskt teckenspråk (isländska: íslenskt táknmál) är ett teckenspråk för döva på Island. Det är baserat på det danska teckenspråket. Fram till 1910 skickades döva islänningar till Danmark för att lära sig teckenspråk. Det är officiellt erkänt av staten och sköts av en nationell kommitté.
Isländskt teckenspråk skiljer sig mycket från den talande isländskan. 1999 hävdade det isländska utbildningsministeriet i den isländska läroplanen, att teckenspråk är de dövas modersmål, och att talad isländska är andraspråket. 27 maj 2011 erkändes teckenspråket som officiellt språk för döva på Island.
2006 gjordes en jämförelse mellan ordförrådet i isländskt teckenspråk och danskt teckenspråk för att hitta likheter mellan språken. Resultatet var att även om vissa tecken liknade varandra var 37% av tecknen olika i struktur och dessutom var 16% av tecknen lika, men olika i form, position, rörelse eller position.